# روبرت إل. برمنغهام
روبرت إل. برمنغهام (بالإنجليزية: Robert L. Birmingham)‏ هو أستاذ جامعي أمريكي، ولد في 1938.